# Richard Peek
Richard Peek (3 octobre 1782 - 7 mars 1867) est un marchand de thé à Londres depuis des débuts modestes à Loddiswell dans le Devon. Il devient l'un des shérifs de la ville de Londres. Il est un abolitionniste et un philanthrope connu dans sa région d'origine. Alors qu'il est shérif, il envoie un missionnaire à la Prison de Newgate.

## Biographie
Peek est né le 3 octobre 1782 à la villa Halsenwood (plus tard Hazelwood) de John et de sa femme Susannah Foxworthy. Peek quitte sa ville natale à Loddiswell pour se rendre à Plymouth où il travaille pour un épicier. Il aurait marché jusqu'à Londres et rencontré un quaker qui s'est arrangé pour son nouvel emploi chez un marchand de thé appelé Sanderson et Barklay. Peek a si bien réussi que non seulement il est promu, mais que deux de ses frères sont également venus du Devon pour rejoindre le métier. Les trois frères, Richard, William et James Peek créent finalement leur propre entreprise en 1823 (après que William ait ouvert la voie avec une entreprise familiale en 1818).
L'entreprise prospère lorsque le monopole de la Compagnie des Indes orientales sur l'importation de thé prend fin et que Peek Bros and Co. ouvre des bureaux à Liverpool. Cette entreprise est toujours en activité en 1958 sous le nom de Peek Bros. and Winch. Peek est élu membre de la Corporation de la Cité de Londres et par la suite l'un des shérifs de la ville de Londres en 1832. Au cours de son mandat de shérif, il finance un missionnaire pour visiter les prisonniers de la prison de Newgate. Il est également connu pour sa haine de la peine capitale et on dit qu'il rencontrait le secrétaire d'État à des heures indues pour tenter d'intercéder en faveur des condamnés. Le secrétaire d'État de l'époque est Robert Peel.
Peek construit une maison appelée Hazelwood dans son village natal et installe son père dans la maison qui est sur le même site d'un bâtiment précédent où Richard est né.
Le partenariat entre les frères Peek à Liverpool est dissous "par consentement mutuel" le 30 mai 1834 lorsque Richard se retire de l'entreprise. L'activité restante est à Eastcheap à Londres. Il se retire également le 21 décembre 1838.

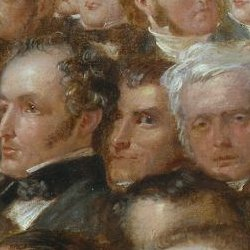
Sur le tableau de la Convention mondiale contre l'esclavage en 1840. Il est au centre de cet extrait derrière John Sturge, le frère de l'organisateur

Peek fait partie du comité d'organisation et assiste à la convention anti-esclavagiste mondiale de 1840 à Londres et il est inclus dans le tableau qui se trouve maintenant à la National Portrait Gallery de Londres.
La deuxième convention internationale anti-esclavagiste a lieu en 1843 lorsque Peek est vice-président de la convention avec d'autres notables dont John Cropper qui a également une entreprise à Liverpool. Peek prend la présidence de la convention lorsque Samuel Gurney doit partir.
Peek est signalé comme étant un instigateur du magazine The Patriot qui fait beaucoup pour faire connaître l'abolitionnisme en Grande-Bretagne.
L'un de ses dons est une contribution à une chapelle à Dodbrooke à Kingsbridge, qui devait être utilisée par les chrétiens de la Bible en outre, il fournit des soins médicaux hebdomadaires gratuits dans son village natal et finance une salle de presse et de lecture en 1839.
Après sa retraite à Loddiswell, il devient un magistrat connu pour sa philanthropie. Il donne un terrain pour une école locale en 1841 et donne ensuite un terrain pour financer son entretien. La British School est fondée en 1853. Les premiers enregistrements montrent que les frais de scolarité de nombreux premiers élèves sont pris en charge par l'école. De plus, Richard Peek ouvre sa maison une fois par an pour donner du thé aux écoles du dimanche locales. Ce bâtiment est toujours l'école primaire locale.
Peek meurt le 7 mars 1867, sans descendance, à Kingsbridge et une chaire en albâtre est payée à sa mémoire et érigée dans son église locale. Il est enterré dans les catacombes sous Hazelwood.
Les membres de la famille de Peek vivent à Hazelwood près de la rivière Avon et ils servent comme haut shérif du Devon en 1912 et 1980.